# Louis Jacob
Pour les articles homonymes, voir Jacob (homonymie).
Louis Léon Jacob est un vice-amiral et homme politique français né à Tonnay-Charente (Charente-Maritime) le 11 novembre 1768 et mort à Livry-Gargan (Seine-Saint-Denis, alors en Seine-et-Oise) le 14 mars 1854.

## Biographie
Louis Jacob entra comme expéditionnaire dans les bureaux de la marine à Rochefort et, en qualité d'aspirant volontaire, intégra bientôt la marine active. Il fut envoyé aux Antilles et dans l'Océan Indien et devint enseigne de vaisseau (1793), puis lieutenant de vaisseau à Toulon sur le Ça-Ira à l'âge de 26 ans. Il soutint avec vaillance les deux combats que ce bâtiment livra contre deux navires anglais (13-14 mars 1795), fut fait prisonnier et emprisonné en Corse. Après sa libération, il fut promu capitaine de frégate en récompense de sa conduite, en vertu d'un décret du Directoire qui accorda une promotion de grade à tous les officiers du Ça ira.
En 1798, alors qu'il était attaché à la division d'Irlande, son navire, La Bellone fit partie de l'expédition d'Irlande, tomba aux mains des Anglais qui le firent une nouvelle fois prisonnier. Il fut relâché avant la signature de la paix d'Amiens et prit part à l'expédition de Saint-Domingue (1802).

### Une honorable carrière navale sous le Consulat, l'Empire et la Restauration
Revenu en France au retour de cette dernière mission, il fut chargé de la construction d'une flottille, et l'activité qu'il déploya en cette occasion lui valut d'être promu capitaine de vaisseau (24 septembre 1803) et nommé commandant du fort de Granville. C'est à cette époque qu'il captura audacieusement les bricks Plumper et Teaser aux îles Chausey (15 juillet 1805). À Granville, il mit également au point un système de signaux sémaphoriques qui fut aussitôt adopté par la marine française.
En 1806, il fut nommé commandant de la marine et préfet maritime au service du roi de Naples, Joseph Bonaparte. Il participa au combat des Sables-d'Olonne (24 février 1809), qui mit provisoirement la croisière anglaise hors d'état de combattre. Il accompagna Napoléon Ier en inspection à Anvers et à Cherbourg (1811) et reçut le commandement de l'escadre de l'île d'Aix et des défenses de la côte, qu'il réorganisa.
Il fut nommé contre-amiral (1er mai 1812) et chargé de la sûreté de Rochefort (1814) avant d'être nommé préfet maritime à Lorient durant les Cent-Jours.
La Seconde Restauration le mit d'abord en disponibilité, mais il rentra en grâce et le baron Portal lui donna le commandement de l'escadre qui devait se réunir à Naples (1820), puis le commandement de la station navale de la Martinique (1821).
Il fut ensuite nommé gouverneur de la Guadeloupe le 2 avril 1823(1823-1826). Il subit deux ouragans, le 7 septembre 1824 et le 26 juillet 1825 qui feront probablement plus de 300 morts essentiellement à Basse-Terre et à Marie-Galante,,. L'ouragan de 1825 fut désastreux, tant sur le plan humain que matériel. La résidence du gouverneur à Matouba fut détruite et il se réfugia avec sa femme dans la cave. Il permit l'accès à tous les bâtiments étrangers apportant des vivres, via un arrêté, sans avoir à payer les droits d'ancrage et de douane. Cette catastrophe lui permit d'entreprendre les différents travaux qu'il n'avait pu faire faute de budget et de main d’œuvre. Le 26 février 1826, par ordonnance du roi Charles X, le contre-amiral des Rotours est nommé gouverneur de la Guadeloupe à la suite de sa démission pour des raisons de santé (dysenterie chronique).
À son retour, il fut nommé vice-amiral et préfet maritime de Toulon et s'occupa d'organiser les flottes expéditionnaires de Morée et d'Algérie, dont il fut pressenti un moment pour prendre le commandement.

### Un rôle politique effacé sous la monarchie de Juillet
Après les Trois Glorieuses, il se rallia à la monarchie de Juillet. Aux élections du 5 juillet 1831, il se présenta à la députation mais fut battu à Rochefort (Charente-Maritime) par Pierre-François Audry de Puyraveau, député sortant. Peu après, Louis-Philippe le fit grand-croix de la Légion d'honneur et, le 19 novembre 1831, il fut créé pair de France dans la fournée de trente-six pairs viagers destinée à permettre l'adoption à la Chambre haute du projet de loi abolissant l'hérédité de la pairie.
Membre du conseil des travaux de la marine, il succéda à l'amiral Roussin comme ministre de la Marine, dans le premier ministère Soult puis dans le ministère Gérard, du 19 mai au 18 juillet 1834. Son passage au gouvernement fut très effacé et ne fut marqué par aucune mesure significative.
Après son départ du ministère, il fut nommé aide de camp de Louis-Philippe Ier. Après 1842, il quitta complètement la vie publique et se retira dans la maison abbatiale de Livry-Gargan, qu'il avait achetée comme bien national et où il mourut en 1854.

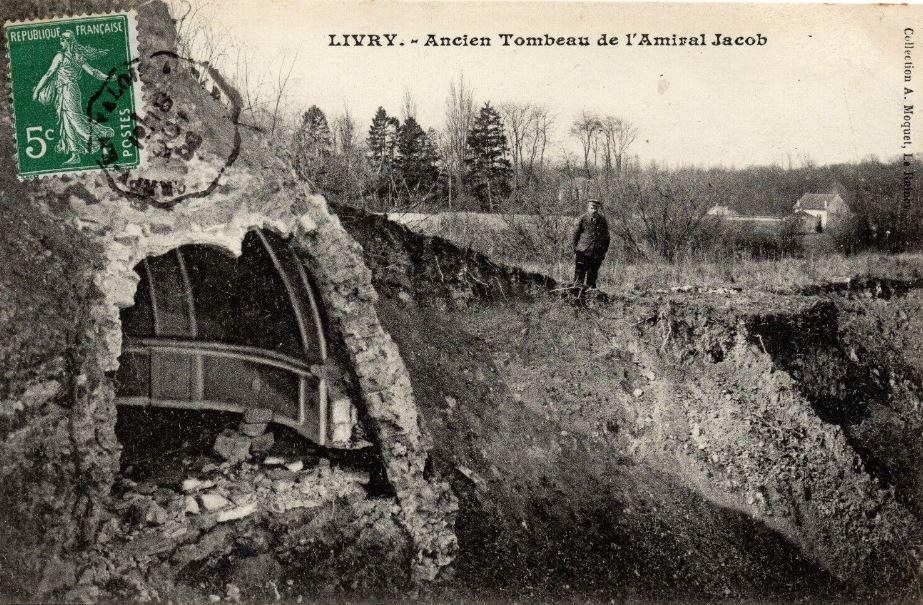
Ancien tombeau du vice-amiral Jacob.

Sa tombe est située dans le cimetière de Livry-Gargan depuis le 3 juillet 1898, à la suite de son transfert de la butte de l’ancien moulin de l’abbaye où il fut d’abord inhumé à sa demande en 1854. Les ancres enchaînées rappellent que cet homme fut l’un des plus valeureux marins de la Révolution et de l’Empire. Bienfaiteur de la commune, il légua à sa mort 100 000 francs pour l’édification d’écoles gratuites. La ville par reconnaissance édifia une statue à sa mémoire qui fut inaugurée le 15 août 1891. Cette statue fut enlevée par les Allemands pendant la Seconde Guerre mondiale et il n’en reste qu’une plaque apposée sur une des écoles construites grâce à son legs et une ancre posée sur la Place Jacob.

## Hommages
Les Bâtiments du Camp Jacob portent son nom. Le camp qu'avait installé l'amiral Jacob fut détruit en 1825. Un nouveau camp sera construit à Saint-Claude,.
Le 26 août 1888 est inauguré le groupe scolaire Jacob.

### Sources
- « Louis Jacob », dans Charles Mullié, Biographie des célébrités militaires des armées de terre et de mer de 1789 à 1850, 1852 [détail de l’édition]
- « Louis Jacob », dans Adolphe Robert et Gaston Cougny, Dictionnaire des parlementaires français, Edgar Bourloton, 1889-1891 [détail de l’édition]